# Brasil (Aruba)
Brasil is een dorp op Aruba, gelegen in het district San Nicolas. De naam Brasil is waarschijnlijk afkomstig van braziel- of stokvishout (Haematoxylum brasiletto) en kwam aan het begin van de 20ste eeuw voor het eerst voor op de kaart van Werbata.